# Jáchal Airport
Jáchal Airport är en flygplats i Argentina. Den ligger i den nordvästra delen av landet, 1 100 km nordväst om huvudstaden Buenos Aires. Jáchal Airport ligger 1 165 meter över havet.
Terrängen runt Jáchal Airport är kuperad åt sydväst, men åt nordost är den platt. Närmaste större samhälle är San José de Jáchal, 1,1 km norr om Jáchal Airport.
Omgivningarna runt Jáchal Airport är i huvudsak ett öppet busklandskap. Trakten runt Jáchal Airport är nära nog obefolkad, med mindre än två invånare per kvadratkilometer.